# Universitat Catòlica de l'Uruguai
La Universitat Catòlica de l'Uruguai (en castellà i oficialment Universidad Católica del Uruguay Dámaso Antonio Larrañaga) és una institució d'ensenyament superior privada amb seu a Montevideo, Uruguai. És financiada per la Companyia de Jesús, va ser creada el 1985 i, fins al 1996, va ser l'única universitat privada del país.
La UCUDAL té sis campus a Montevideo, un campus a Maldonado i un altre a Salto.

## Facultats
Té set facultats:
- Ciències Humanes
- Ciències Empresarials
- Dret
- Enginyeria i Tecnologies
- Infermeria i Tecnologies de la Salut
- Odontologia
- Psicologia